# Sindrome del terzo giorno
La sindrome del terzo giorno è un disturbo post-parto che associa inquietudine volta nei riguardi del neonato, irritabilità e umore depressivo di lieve intensità. Preannuncia talvolta l'inizio di una psicosi da puerperio.
Insorge in circa il 70% delle puerpere 2-3 giorni dopo il parto, e rappresenta un corteo sintomatologico costituito da alterazioni dell'umore della donna, quali ansia, tristezza, irritabilità, facilità al pianto e agitazione immotivata nei confronti del neonato, del partner, dei familiari in genere, inclusi altri figli.
La donna lamenta astenia, difficoltà nell'addormentamento e nell'alimentazione; si domanda continuamente se è in grado nel modo giusto di prendersi cura del proprio bambino, se è capace di assumersi le responsabilità nei suoi confronti.
È un disturbo transitorio e di lieve entità che si autolimita entro due-tre settimane, senza necessità di terapia farmacologica. In un continuum, il disturbo può essere progressivamente più grave fino alla psicosi puerperale. Tale continuum può essere inquadrato in uno studio più generale delle condizioni psichiche della donna in gravidanza, nel parto e nel puerperio, con le relative conseguenze sullo sviluppo psichico del neonato (psicologia perinatale).